# Mauro Della Bianchina
Mauro Della Bianchina (Massa, 7 gennaio 1954) è un allenatore di calcio ed ex calciatore italiano, di ruolo difensore.
È il padre di Davide, anch'egli calciatore.

## Caratteristiche tecniche
Poteva giocare come terzino o stopper.

## Carriera

### Giocatore

#### Club
Portato al Genoa dal presidente Angelo Tongiani (insieme ai conterranei Claudio Desolati e Aurelio Andreazzoli), entra nelle giovanili rossoblu e nello stesso periodo viene convocato nella Nazionale juniores. Con i Grifoni esordisce il 10 giugno 1973 nella vittoria esterna per 2-1 contro il Catania; nella sua prima stagione vince il campionato di Serie B 1972-1973, ottenendo la promozione in massima serie. La stagione seguente avviene l'esordio in Serie A, nel pareggio esterno del 28 ottobre 1973 per 1-1 contro il Lanerossi Vicenza. In massima serie Della Bianchina giocherà 9 incontri, retrocedendo con il sodalizio genovese in cadetteria a causa del diciassettesimo e penultimo posto ottenuto.

Della Bianchina (in piedi, secondo da destra) nella Cavese del 1980-1981

Dopo un'altra stagione con il Genoa, giocata tra i cadetti, nel 1975 si trasferisce alla Sambenedettese, sempre in Serie B. Sulle rive del Tronto ottiene il tredicesimo posto della Serie B 1975-1976, disputando una stagione da riserva con 8 presenze senza reti.
La stagione seguente Della Bianchina scende in terza serie, per giocare con il Pisa. Con i toscani ottiene il quinto posto del Girone B. Nell'ottobre 1977 passa al Mantova, club con cui ottiene il terzo posto del Girone A della Serie C 1977-1978. Nel 1978, rientrato al Genoa, va a giocare con il Gallipoli, nella neonata Serie C2. Con i pugliesi ottiene il quattordicesimo posto del Girone D.
Nel 1979 è ingaggiato dalla Cavese, club con cui vince il Girone B della Serie C1 1980-1981, ottenendo la promozione tra i cadetti.
Nel 1981 passa alla Salernitana, società che lascerà nell'ottobre dello stesso anno per andare a giocare con il Piacenza: con gli emiliani ottiene l'undicesimo posto del Girone A della Serie C1 1981-1982. Nel 1982, dopo altre 6 presenze con il Piacenza, passa in ottobre al Campania, società in cui militerà quattro stagioni, tutte in Serie C1 con piazzamenti a metà classifica.
Nel 1986 passa al Varese, club con cui ottiene il decimo posto del Girone B della Serie C2 1986-1987. In questa stagione realizza l'unico gol in partite di campionato di tutta la sua carriera. 
Nel 1987 si trasferisce al Savona, con cui retrocede dal Campionato Interregionale 1987-1988 in Promozione per inadempienze finanziarie. Con i biancoblu vincerà il Girone A Liguria della Promozione 1988-1989, ottenendo l'accesso alla categoria superiore.
In carriera ha totalizzato complessivamente 9 presenze in Serie A e 22 presenze in Serie B.

### Allenatore
Nel 1988 ha la prima esperienza come allenatore-giocatore con il Savona, club che guida per un biennio, subentrando a Vittorio Panucci e venendo sostituito da Luigino Vallongo la stagione seguente. Con i liguri ottiene la promozione nel Campionato Interregionale, nel 1989.
Successivamente, nel 1990 diventa il vice di Giuseppe Sabadini, che guidava l'Alessandria. Dal 1991 al 1993 allena il Tempio in Serie C2.
Nel 1993 torna alla guida del Savona, con cui ottiene il settimo posto del Girone A del Campionato Nazionale Dilettanti 1993-1994. La stagione seguente è alla guida della Lavagnese, club con cui ottiene il sesto posto del girone di Eccellenza ligure.
Nel 1995 allena il Trani mentre l'anno successivo la Sestrese, venendo esonerato a fine ottobre. Nella stagione 1997-1998 torna a sedere sulla panchina della Lavagnese, club con cui si piazza al penultimo posto del Girone B della Promozione Liguria.
Nel 1999 passa alla guida del Casale, e in seguito torna alla Sestrese, come allenatore delle giovanili. Dopo una breve esperienza al Casarano, torna in Liguria alla Sampierdarenese, e nel 2005 assume l'incarico di allenatore in seconda dell'Alessandria; nel finale di campionato subentra a Fabrizio Viassi, ottenendo l'ottavo posto nel campionato di Serie D.
Nel 2008 è ingaggiato come allenatore del Baiardo, panchina su cui siede una sola stagione. Nel dicembre 2009 diviene allenatore del Virtus Sestri, incarico dal quale viene sollevato nel febbraio dell'anno seguente. Dal 2011 è alla guida del settore giovanile del sodalizio genovese del Multedo; torna poi sulla panchina di una prima squadra a partire dall'estate 2013, allenando lo stesso Multedo nel campionato di Seconda Categoria.

## Palmarès

### Giocatore

#### Competizioni nazionali
- Campionato italiano di Serie B: 1

Genoa: 1972-1973
- Campionato italiano Serie C1: 1

Cavese: 1980-1981

### Allenatore

#### Competizioni regionali
- Promozione (calcio): 1

Savona: 1988-1989